# Fort de Bard
Pour les articles homonymes, voir Bard.
Le fort de Bard est une forteresse construite au XIXe siècle par les Souverains de Savoie sur un promontoire rocheux dominant le bourg de Bard, à l'entrée de la Vallée d'Aoste en venant du Canavais. Il sépare la plaine de Donnas de celle d'Arnad, et représente l'une des plus imposantes forteresses des Alpes.
Le fort a été inutilisé pendant une longue période, mais il a été récemment restauré et intéressé par le projet du Musée des Alpes. Il est aussi le siège d'expositions temporaires d'art, et, pendant l'été, de spectacles théâtraux et de concerts.

## Histoire

### Les origines
L'histoire du fort date de plusieurs siècles. En effet, sa position, au sommet du rocher de la cluse la plus haute de la vallée de la Doire Baltée, est la raison même de son importance comme avant-poste de contrôle et de défense sur la route vers la France ou vers la Suisse.
Des documents témoignent de l'existence d'une garnison ostrogothe de 60 hommes à l'époque de Thierry Ier et de Théodoric le Grand (VIe siècle),.

### L'époque médiévale et moderne
En 1242, le fort fut cédé aux comtes de Savoie par les puissants seigneurs de Bard, et en 1661 Charles-Emmanuel Ier de Savoie dit Le Grand, y installa la garnison de contrôle du duché d'Aoste, après le démantèlement des maisons-fortes à Verrès et à Montjovet.
Au cours des siècles suivants, le fort fut intéressé par d'autres projets de renforcement. En particulier, il a été l'avant-poste de défense de l'armée austro-piémontaise qui s'opposa à l'avancée de Bonaparte en 1800.

#### Mai 1800: «Arrêtez Napoléon!»
Au lever du soleil du 14 mai 1800, l'« Armée de réserve » du Premier consul Bonaparte, composée de 40 000 soldats, franchit le col du Grand-Saint-Bernard, avec l'intention de surprendre l'armée austro-piémontaise dans la plaine du Pô. Mais son avancée fut arrêtée à Bard, à l'avant-poste du fort, où se trouvaient quelque 400 soldats de l'armée austro-croate du capitaine Von Bernkopf.
Le siège dura deux semaines, tandis que les troupes françaises cherchaient à contourner l'éperon rocheux du fort par le col d'Albard. Ensuite, l'armée locale dut se rendre avec l'honneur de la guerre.
Après avoir été défini Le vilain castel de Bard, il fut détruit par Napoléon, agacé par la résistance des soldats du royaume de Sardaigne.

### L'époque contemporaine
En 1827, Charles-Félix de Savoie, craignant une attaque du front français, confia à l'ingénieur militaire François-Antoine Olivero le projet de renforcement de la structure du fort.
Commencée sous le règne de Charles-Félix, la restauration du fort fut terminée sous le règne de Charles-Albert de Savoie entre 1830 et 1838 sur une structure précédente remontant au Xe siècle, qui se fondait à son tour sur un bâtiment romain. En effet, par ici passait la route consulaire des Gaules, dont les ruines peuvent être admirées à l'entrée du bourg de Donnas.
Les travaux durèrent huit ans, et la structure de défense fut organisée sur deux niveaux, en forme de tenaille : l'ouvrage Ferdinand et l'ouvrage Mortiers, l'ouvrage Victor, l'ouvrage Gola et l'ouvrage Charles-Albert.
Le fort disposait de 283 chambres pour 416 soldats, auxquelles s'ajoutaient 176 chambres de services et une cour intérieure, la place d'armes. La disposition des chambres et des casemates permettait une défense réciproque en cas d'attaque.
Le gros entrepôt près de l'ouvrage Mortiers contenait des denrées et des munitions pour des mois.
Le comte Camillo Benso de Cavour, futur président du Conseil du royaume d'Italie y effectua son service militaire.
Inutilisé jusqu'à la fin du XIXe siècle, le fort devint ensuite la poudrière de l'armée italienne jusqu'à 1975, quand il fut acheté par la région autonome Vallée d'Aoste. Après une période d'ouverture au public au début des années 1980 aux années 1990 et 2000 ont eu lieu les travaux de restauration.
Le musée des Alpes a été ouvert dans le fort en 2006.

## La structure
La partie du fort ouverte au public comprend les structures suivantes :
- Ouvrage Charles-Albert :
  - Le musée des Alpes
  - Un espace pour les expositions temporaires
  - L'espace Vallée culture, un point de renseignement sur le patrimoine culturel et artistique valdôtain
  - Les prisons
  - Un espace pour les concerts et les représentations théâtrales
  - La Salle des arcs candides, une salle de conférences
  - Une médiathèque sur les peuples alpins ;
- Ouvrage  Ferdinand inférieur :
  - Le musée des frontières, avec trois espaces dédiés aux frontières alpines, à la construction des fortifications et des tunnels ;
- Ouvrage  Ferdinand supérieur : siège du musée du fort ;
- Ouvrage Victor : siège de l'espace Les Alpes des enfants et de l' Échelle du temps ;
- Ouvrage Mortiers et la poudrière : espace pour les écoles, avec des salles pour des leçons, des rencontres et des projections.

## La restauration
Un ambitieux plan de sauvegarde et de rénovation a débuté en 1999 (plus de 45 millions d’euros de travaux) et a permis au fort de retrouver une nouvelle identité et de rouvrir en janvier 2006, sous la forme d’un complexe ludo-historique. Le fort de Bard, après avoir été la forteresse imprenable qui barrait l’accès à la Vallée d’Aoste, souhaite devenir la porte d’entrée sur le patrimoine de la montagne en général et des Alpes occidentales en particulier.

## Le musée des Alpes

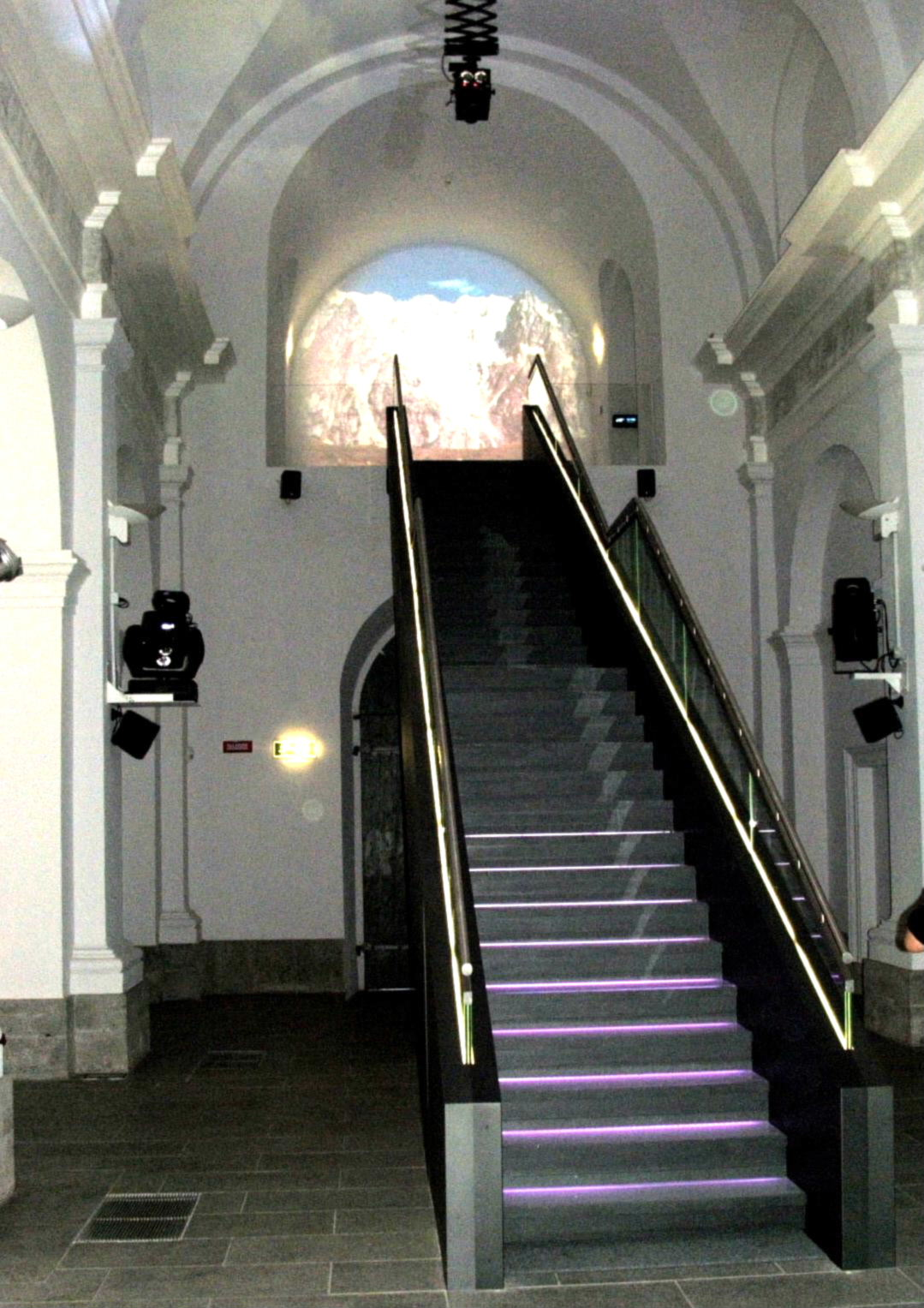
L'entrée du musée

Le musée des Alpes est le musée principal du fort. Il concerne l'aire alpine et ses cultures et civilisations, de la Slovénie à la France, en passant par l'Italie, l'Autriche, le Liechtenstein et la Suisse.
Il a été inauguré en 2006, après des travaux de restauration du fort d'une durée de 10 ans environ.
Il est organisé selon les techniques de communication multimédia les plus modernes, faisant recours très souvent aux vidéos, aux photographies et aux sons.
Il ne répond à aucun standard de musée anthropologique, scientifique ou d'art, et il offre un aperçu général de la culture et de la civilisation des Alpes, aussi bien que de sa flore, de sa faune et de son environnement.

## Événements
- Marché au fort - à la mi-octobre - foire de produits typiques valdôtains.

## Le fort au cinéma
Le forte de Bard est au centre de la scène initiale du film Avengers : L'Ère d'Ultron, dirigé par Joss Whedon. Dans le film, le fort est présenté comme une base secrète de l'organisation fictive appelée HYDRA, et se trouve dans le pays européen imaginaire de Sokovie.

## Galerie de photos

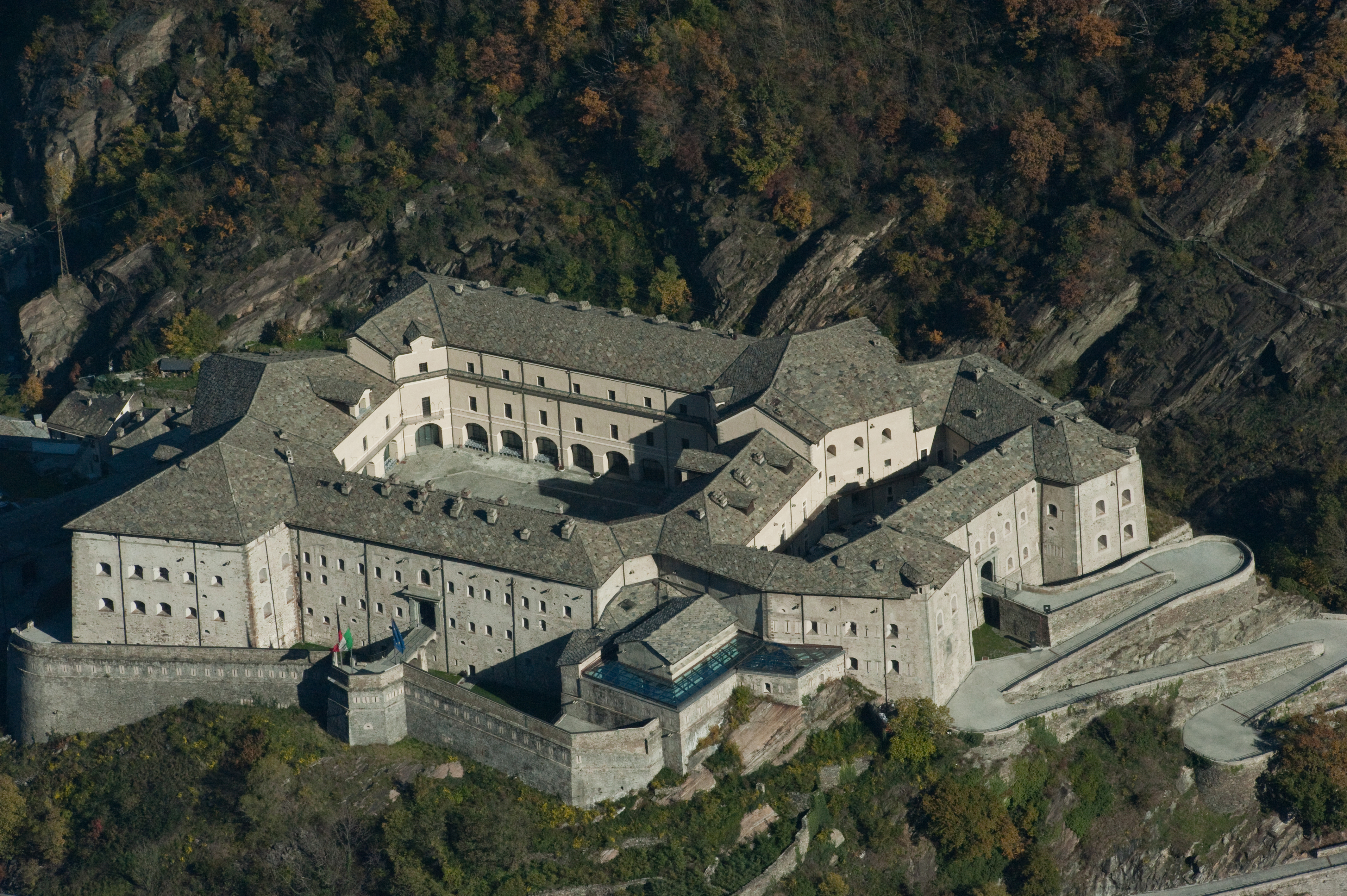
Vue aérienne
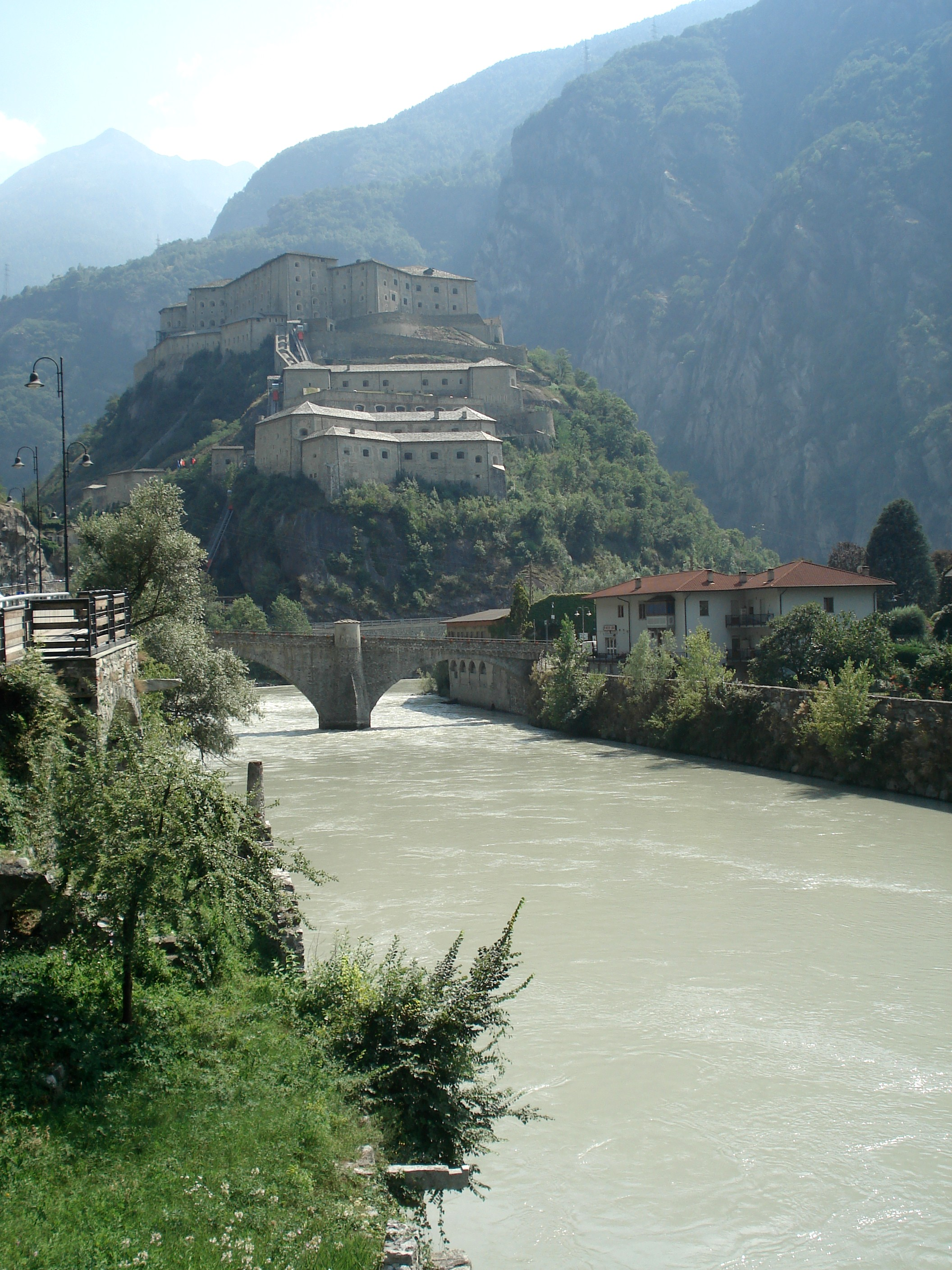
Le fort vu du bord de la Doire, à l'entrée du bourg de Bard
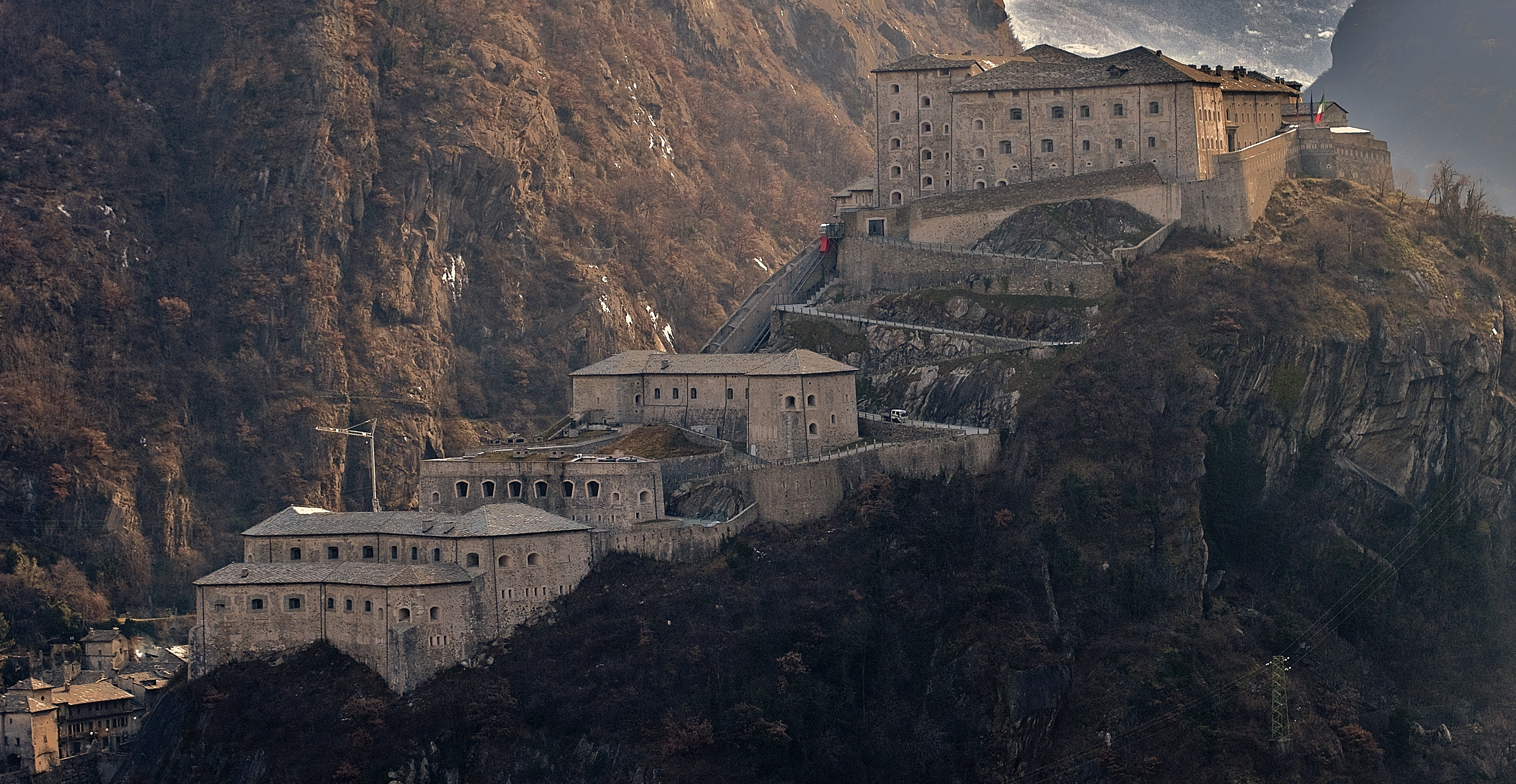
Vue du fort de l'entrée de la vallée de Champorcher
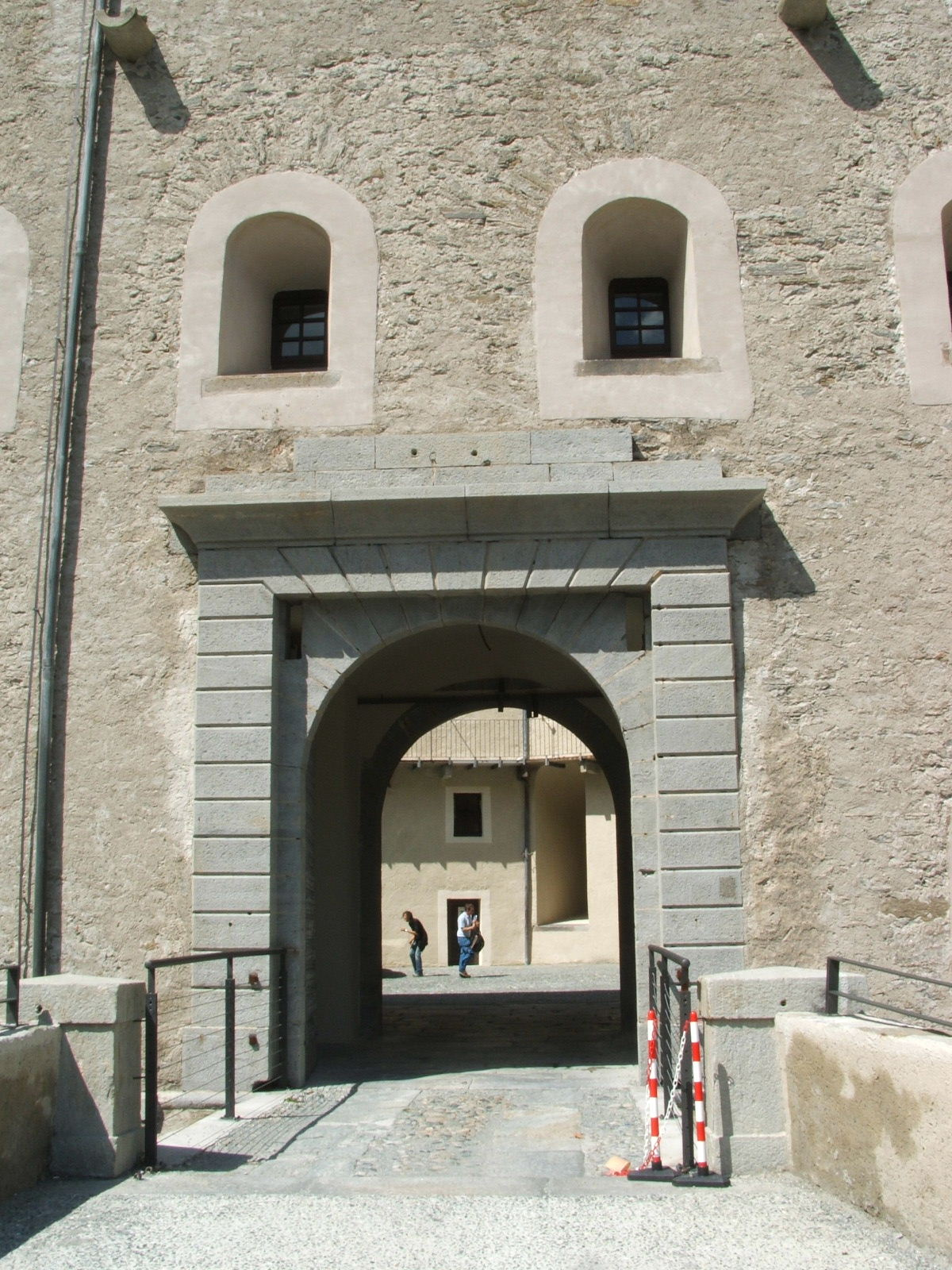
L'entrée de la cour
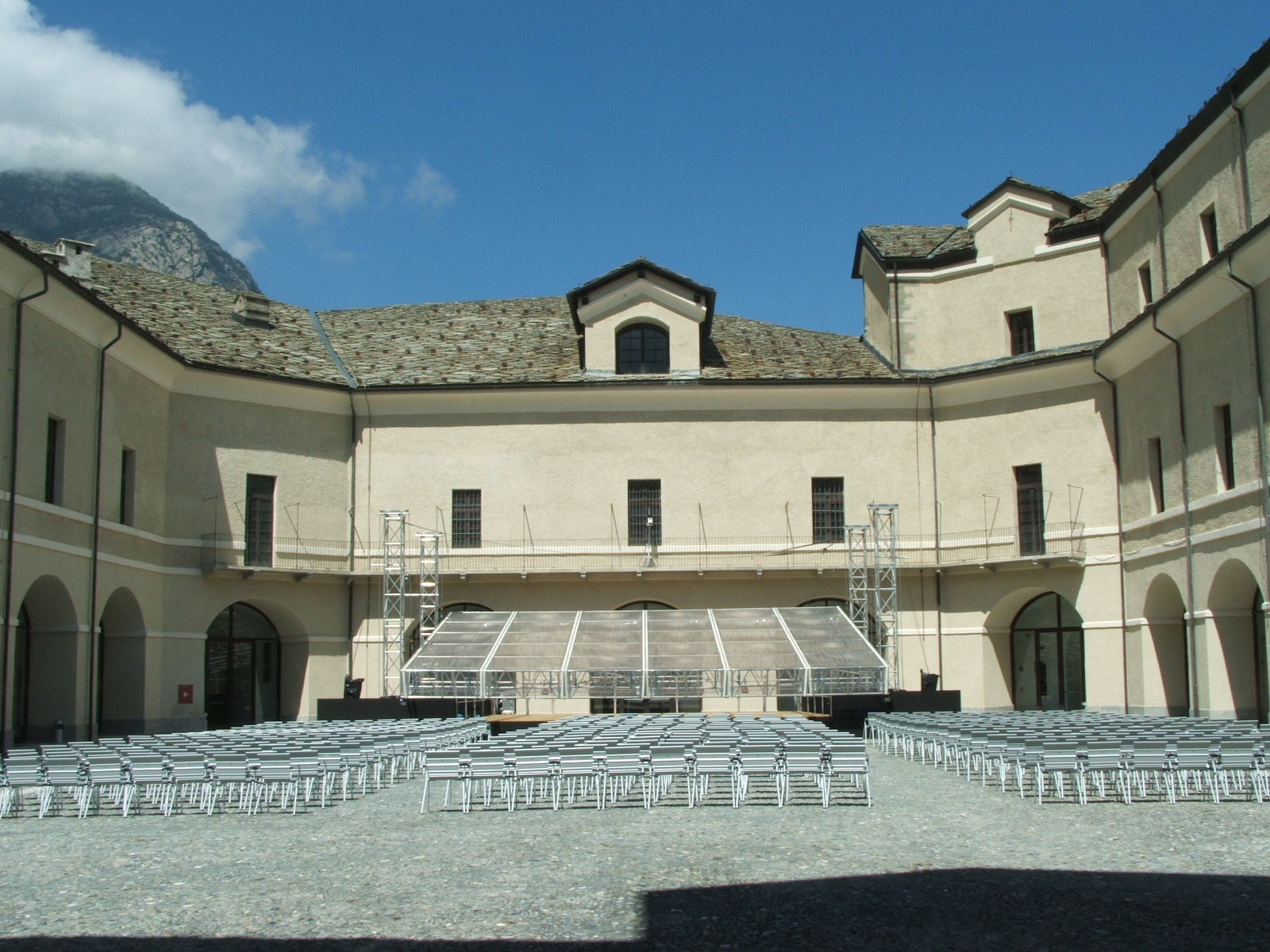
La cour intérieure
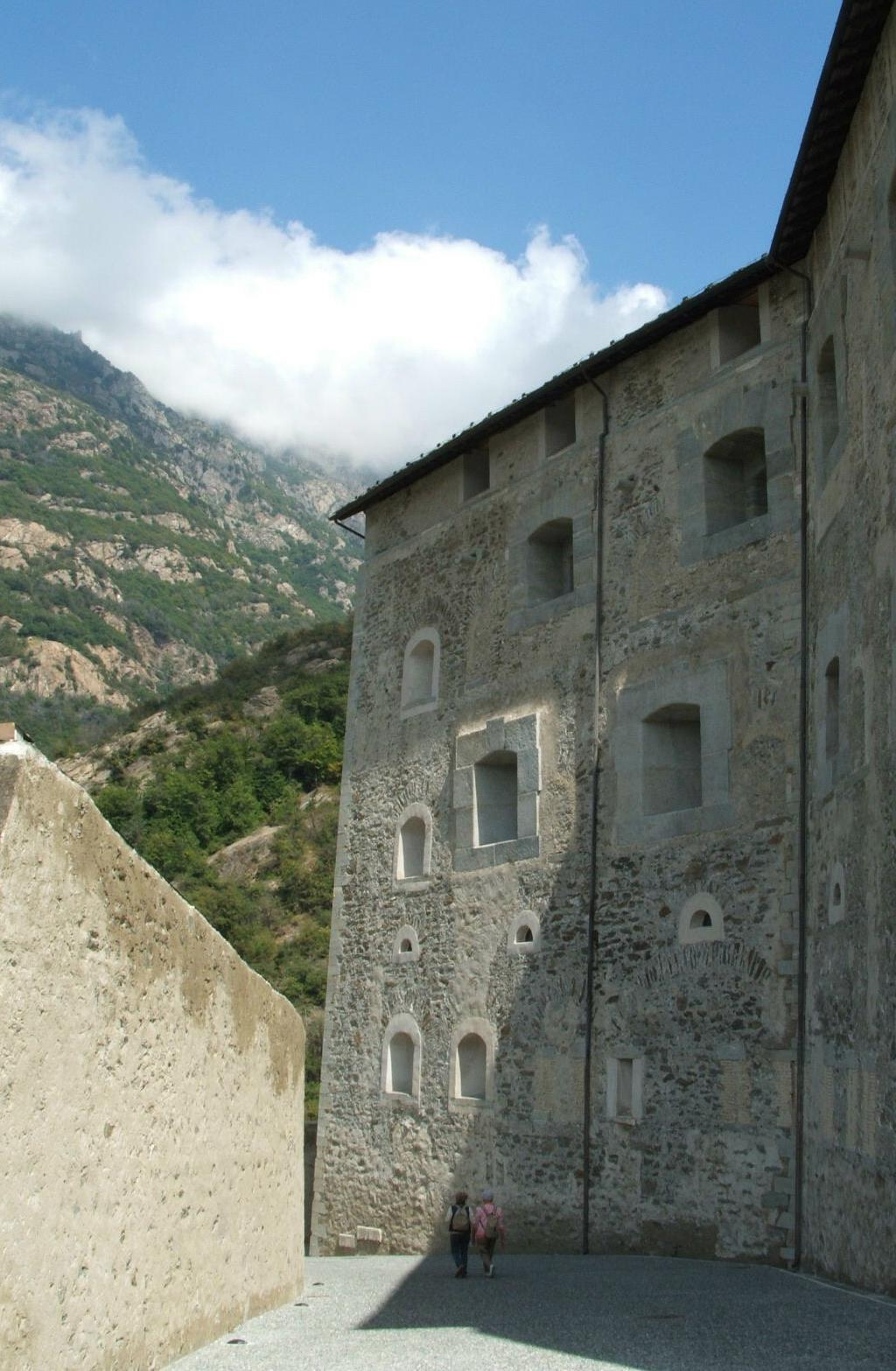
Le bâtiment central (Ouvrage Charles-Albert)
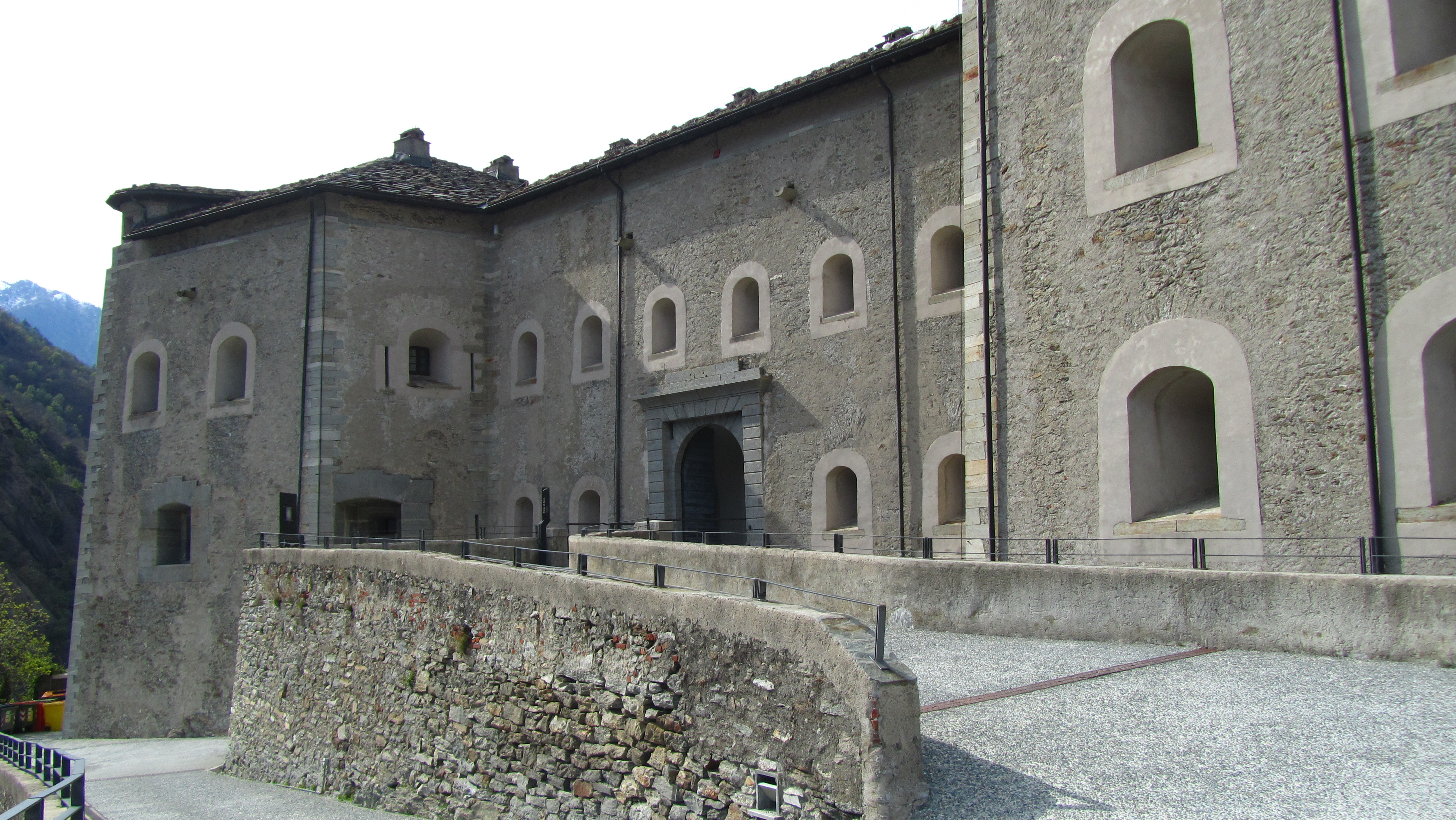
Entrée de l'ouvrage Charles-Albert
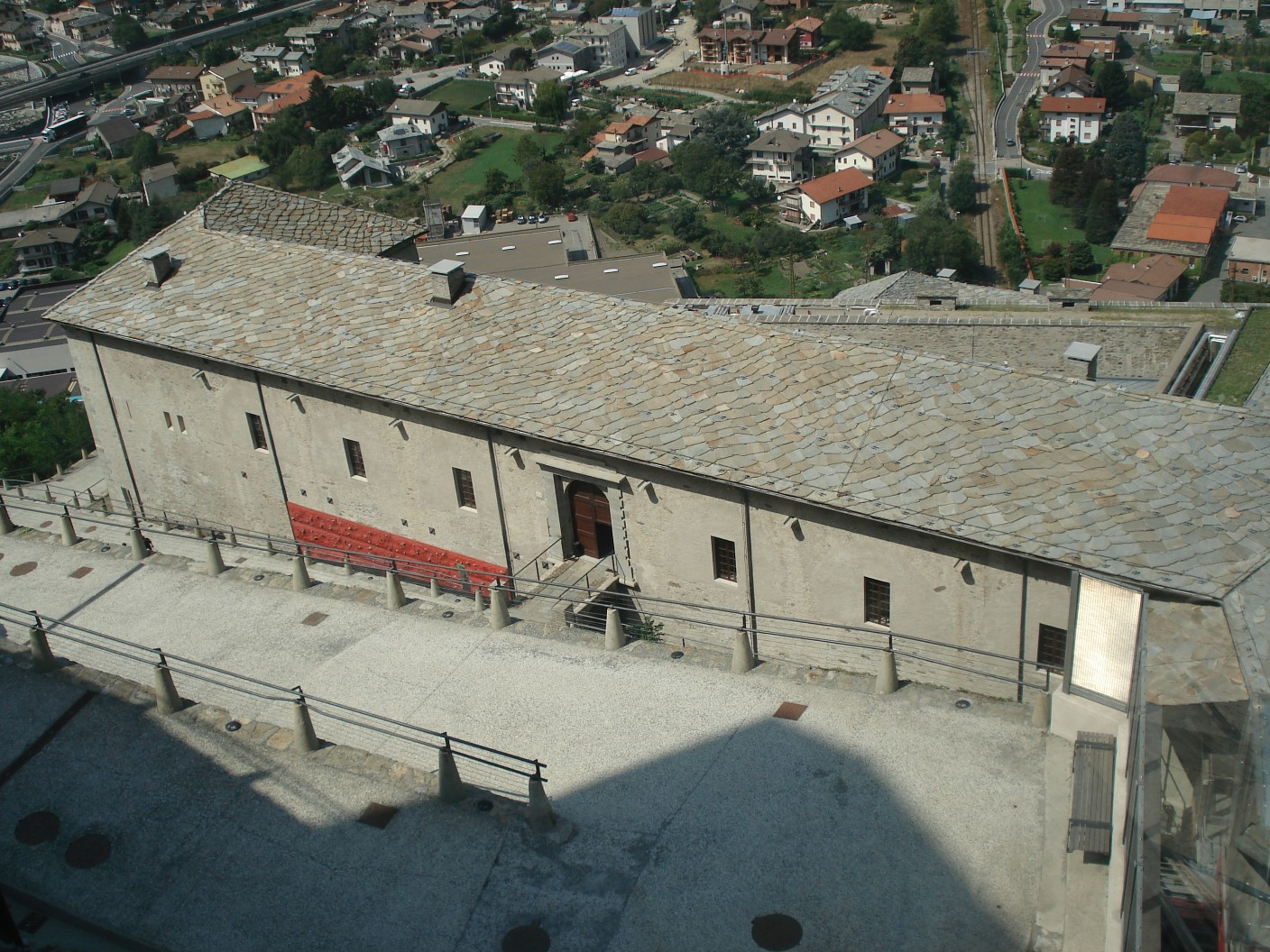
L'ouvrage Victor
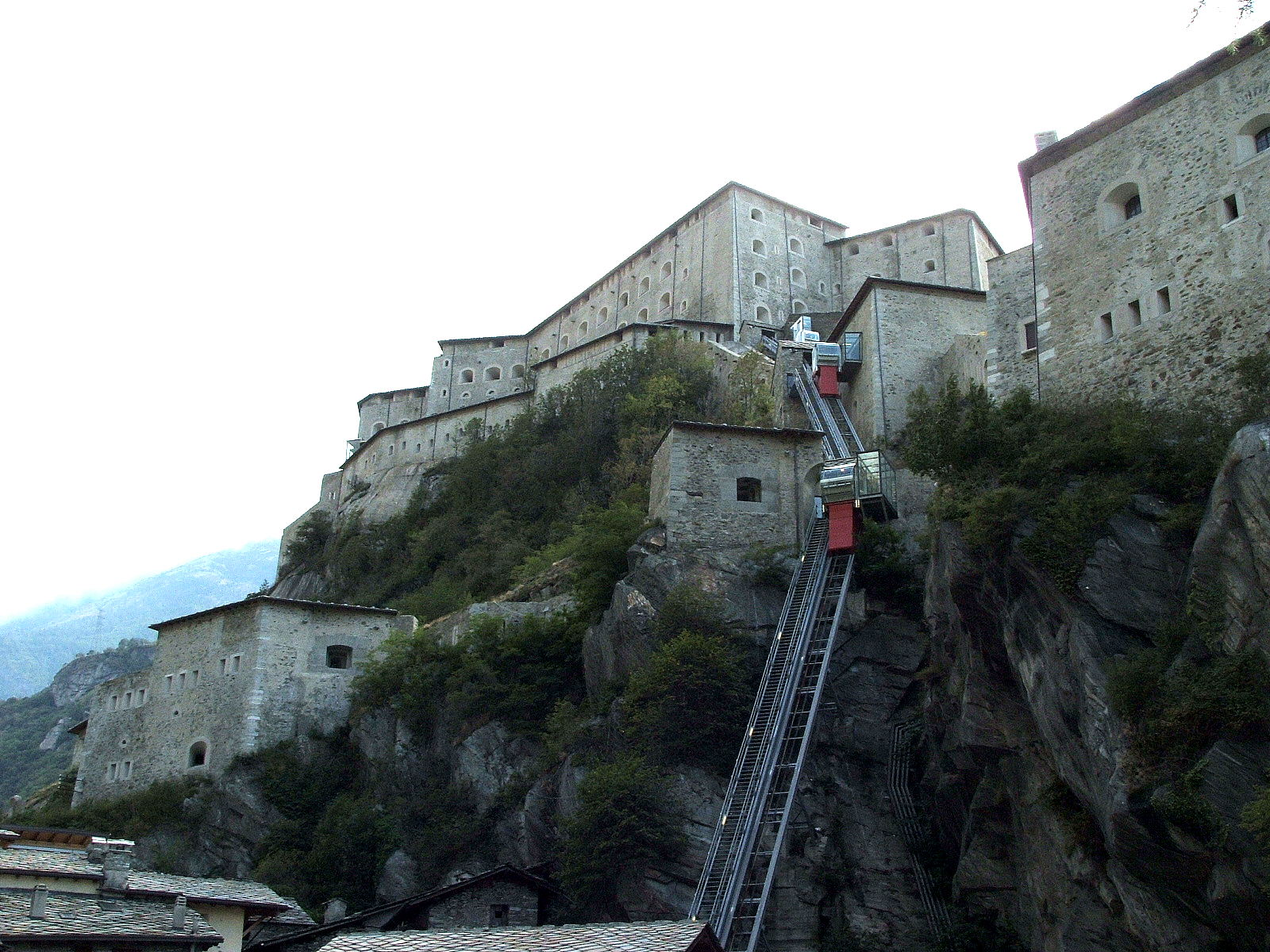
Vue du funiculaire du bourg de Bard
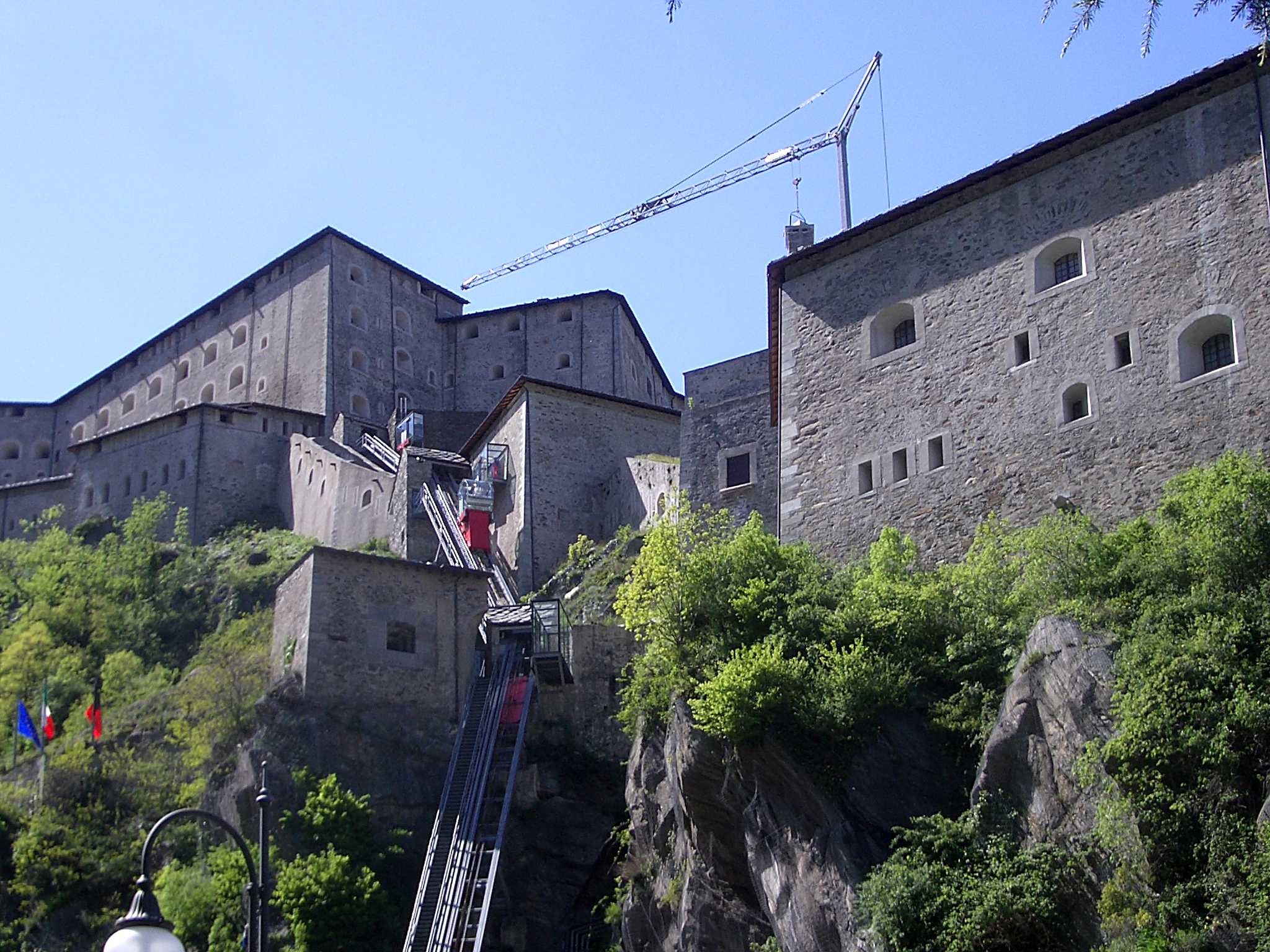
Le funiculaire
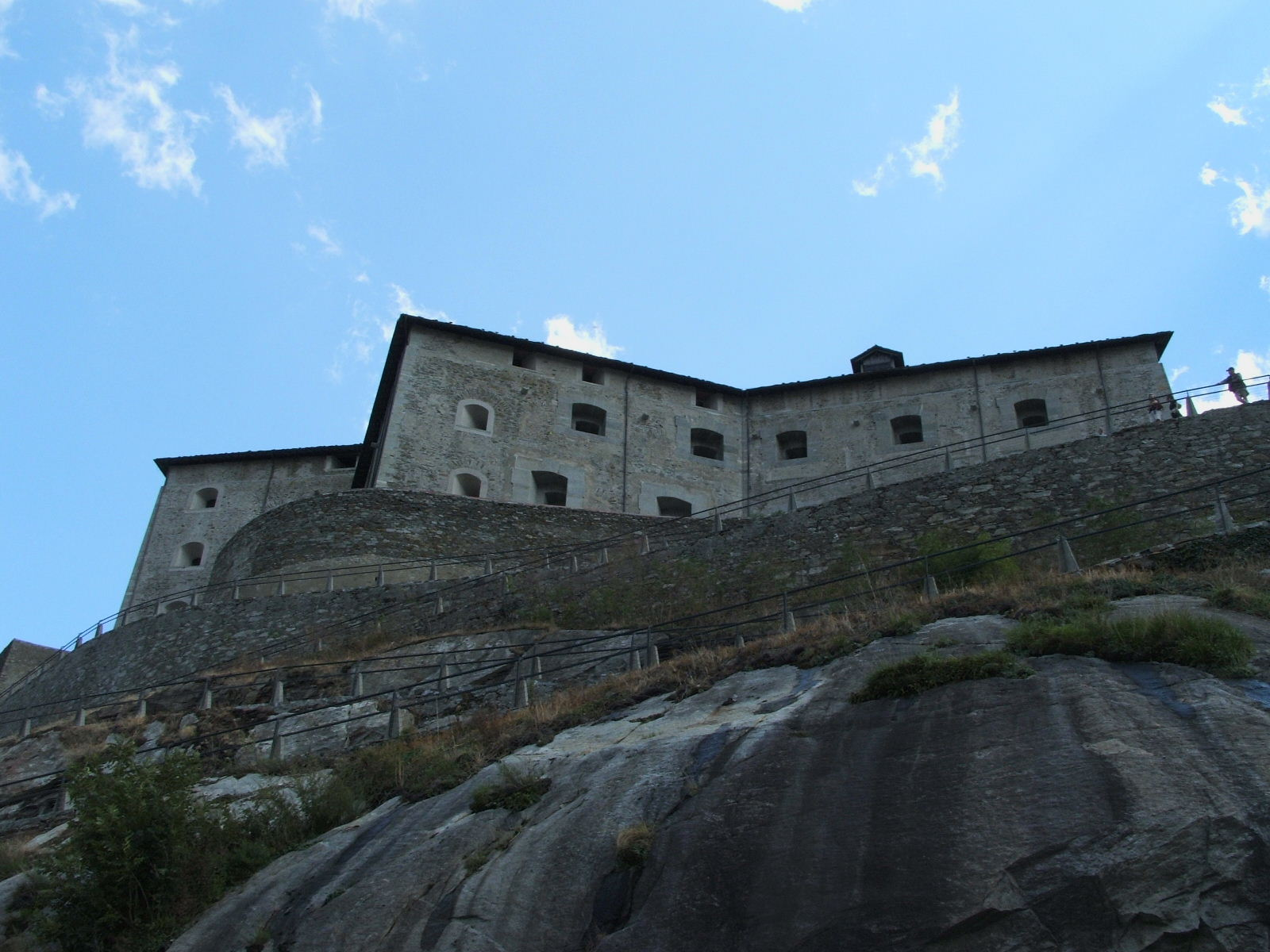
Le fort se trouve à 80 mètres au-dessus de la Doire Baltée
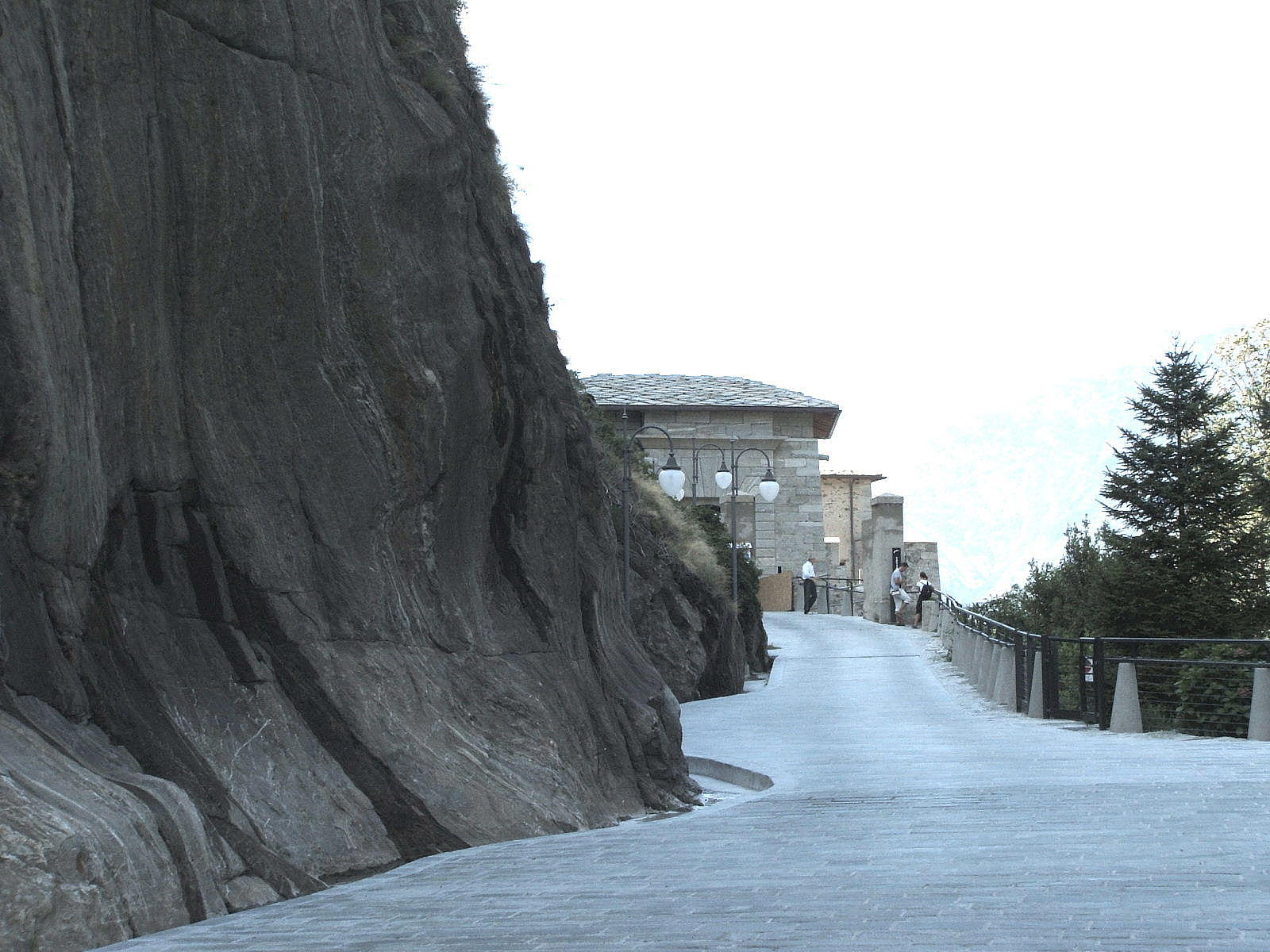
La route du fort
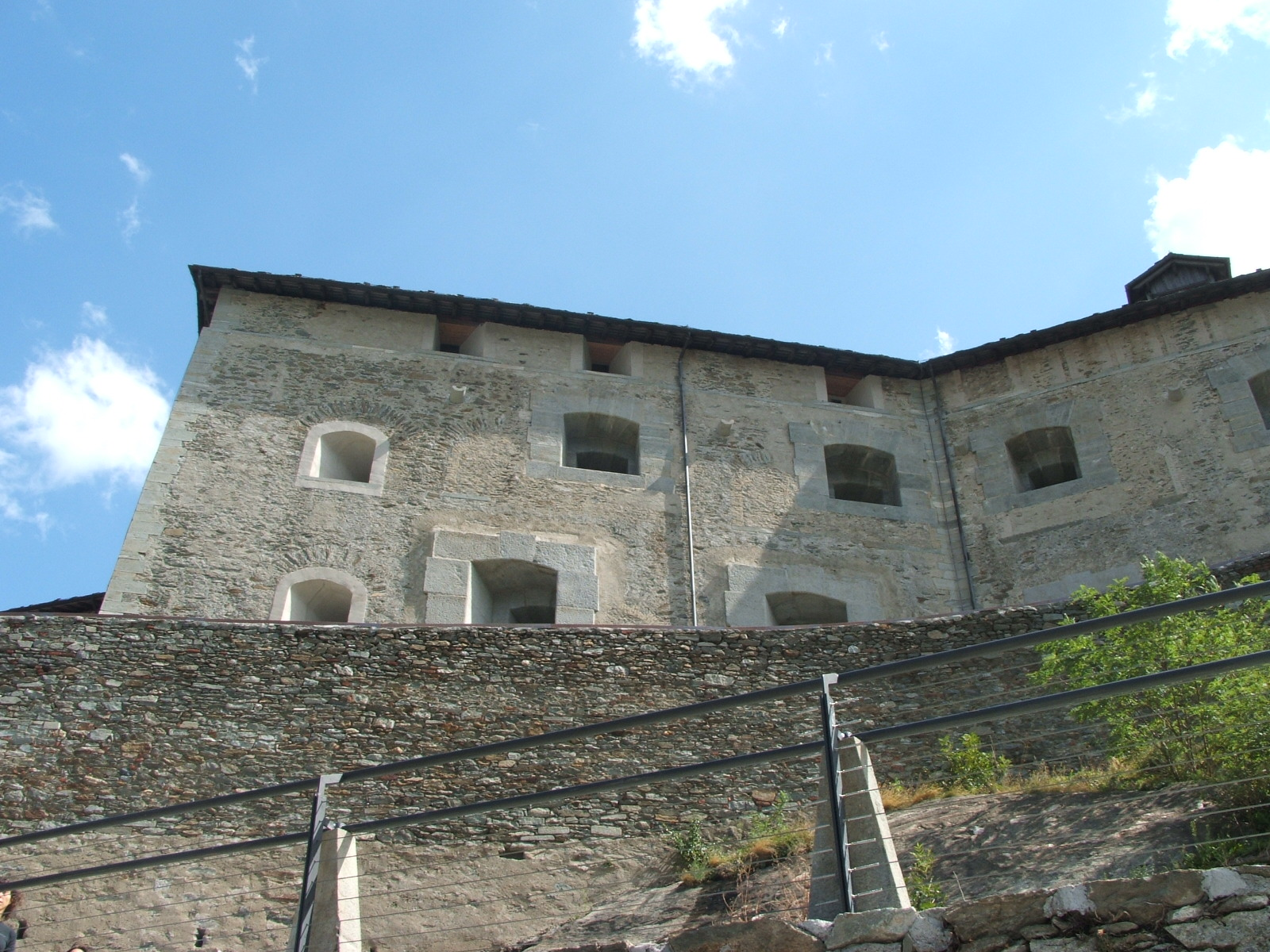
La rampe de la route piétonne
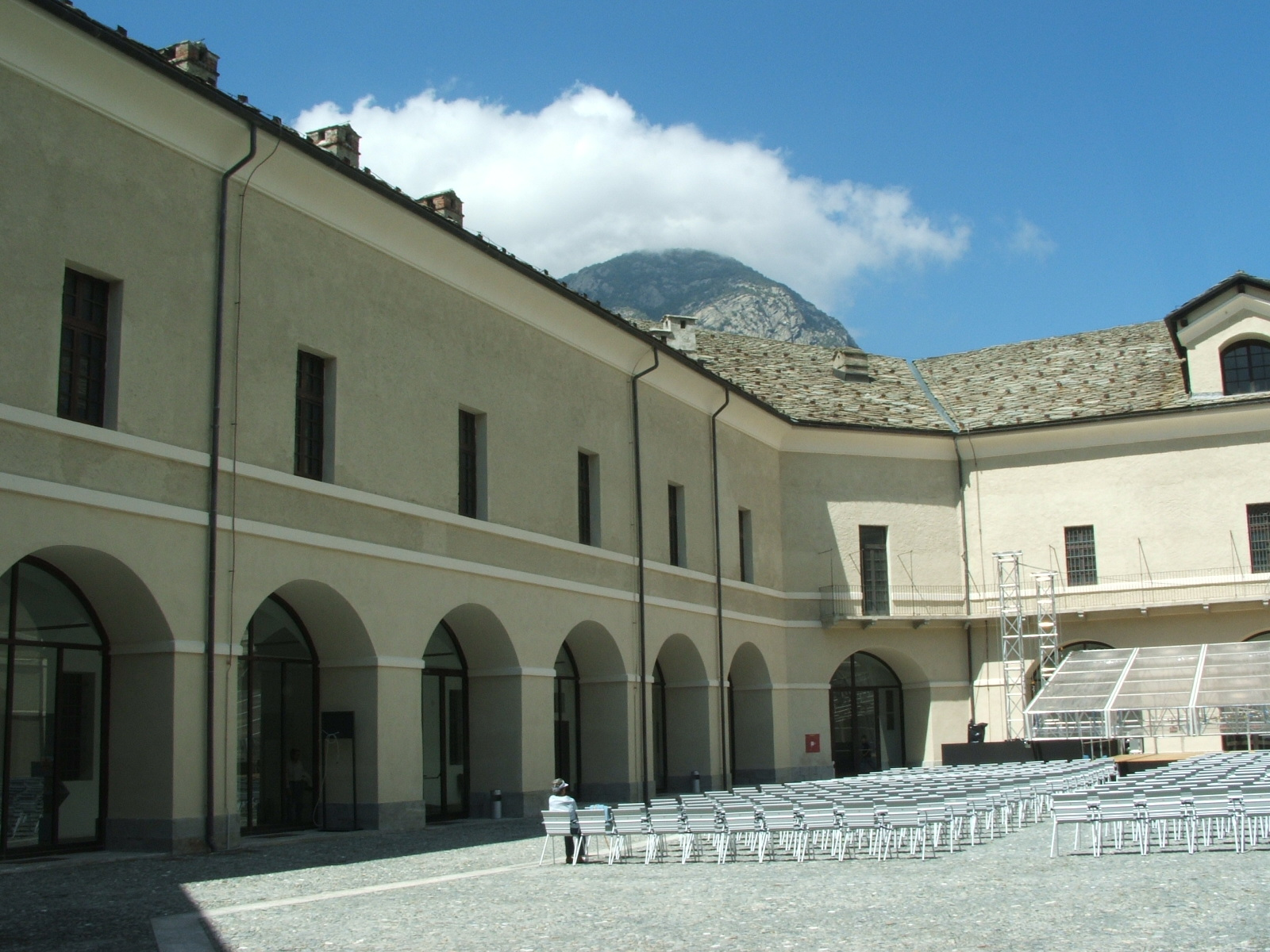
La cour aménagée pour un concert en été
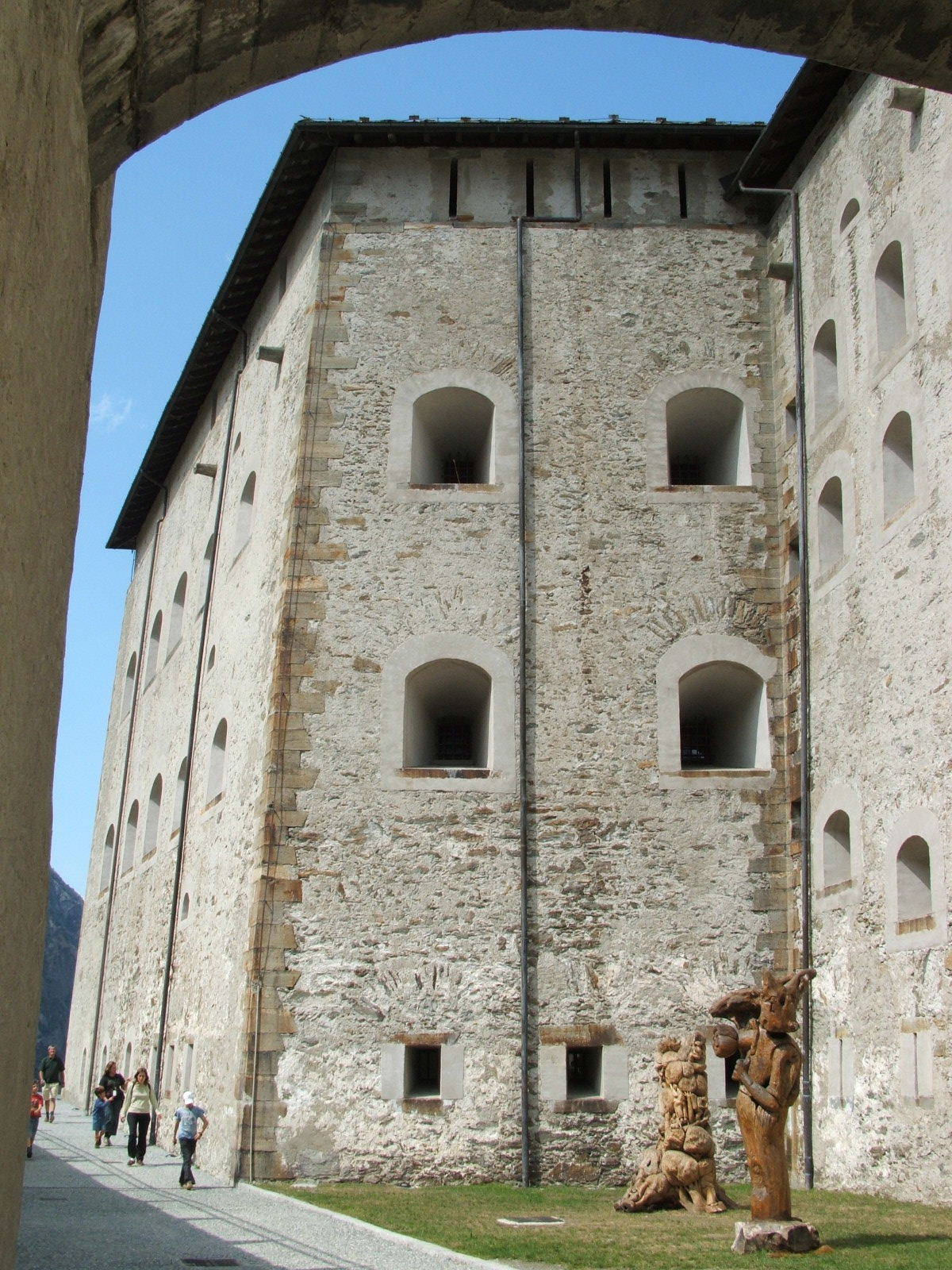
Deux œuvres du sculpteur valdôtain Dorino Ouvrier près du bâtiment central
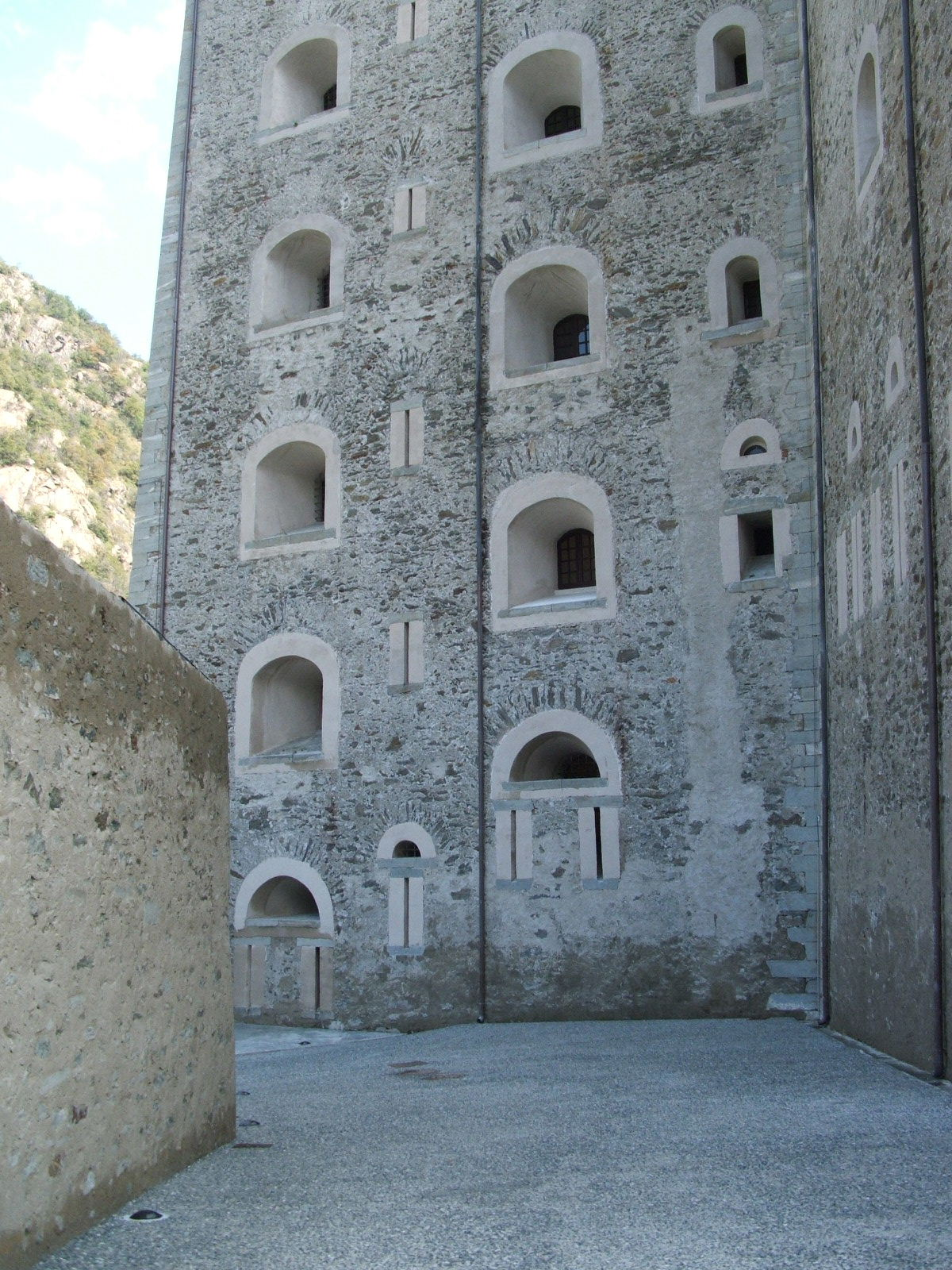
Les murs à embrasures du bâtiment central
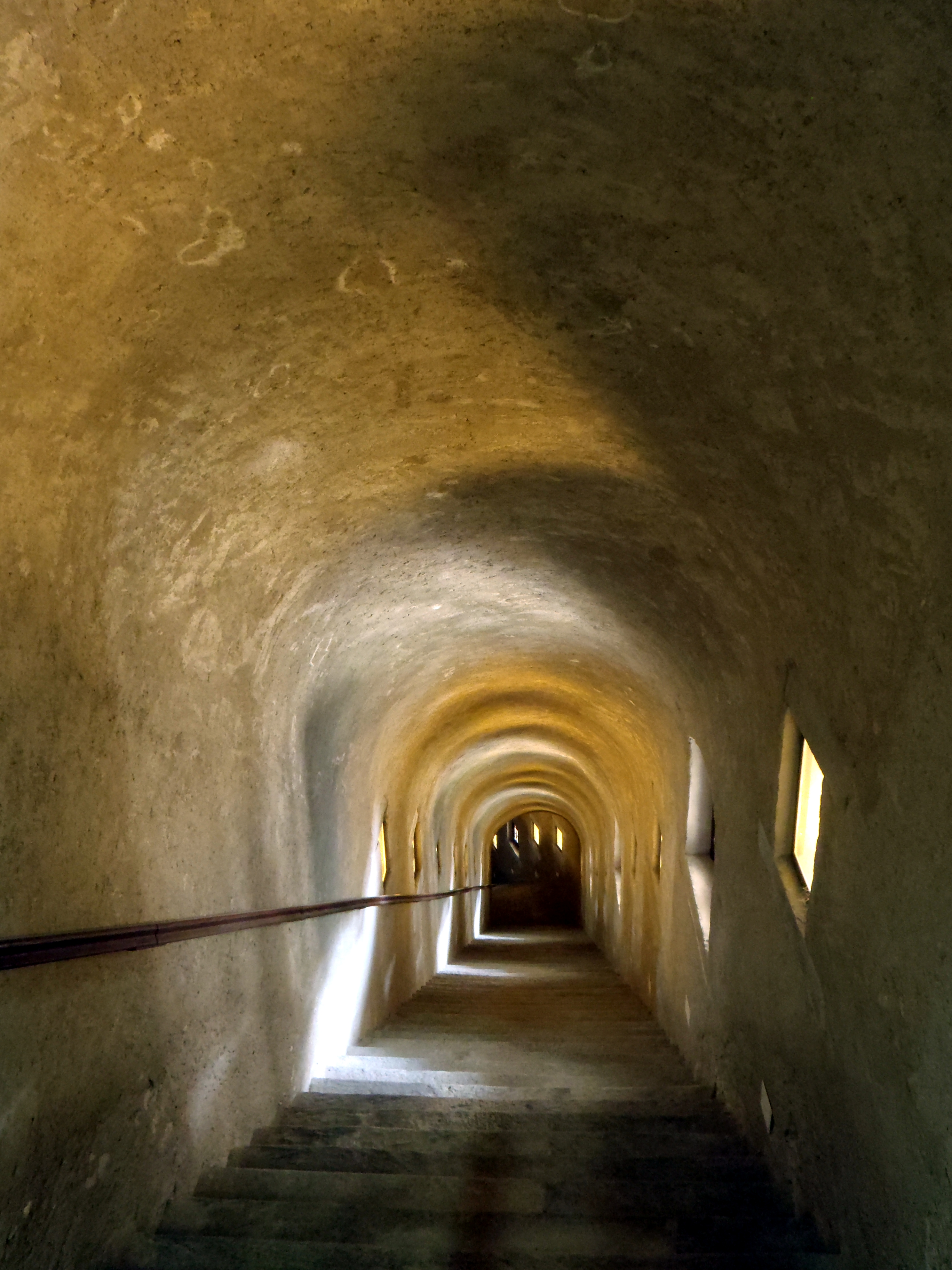
Parcours piétonnier couvert
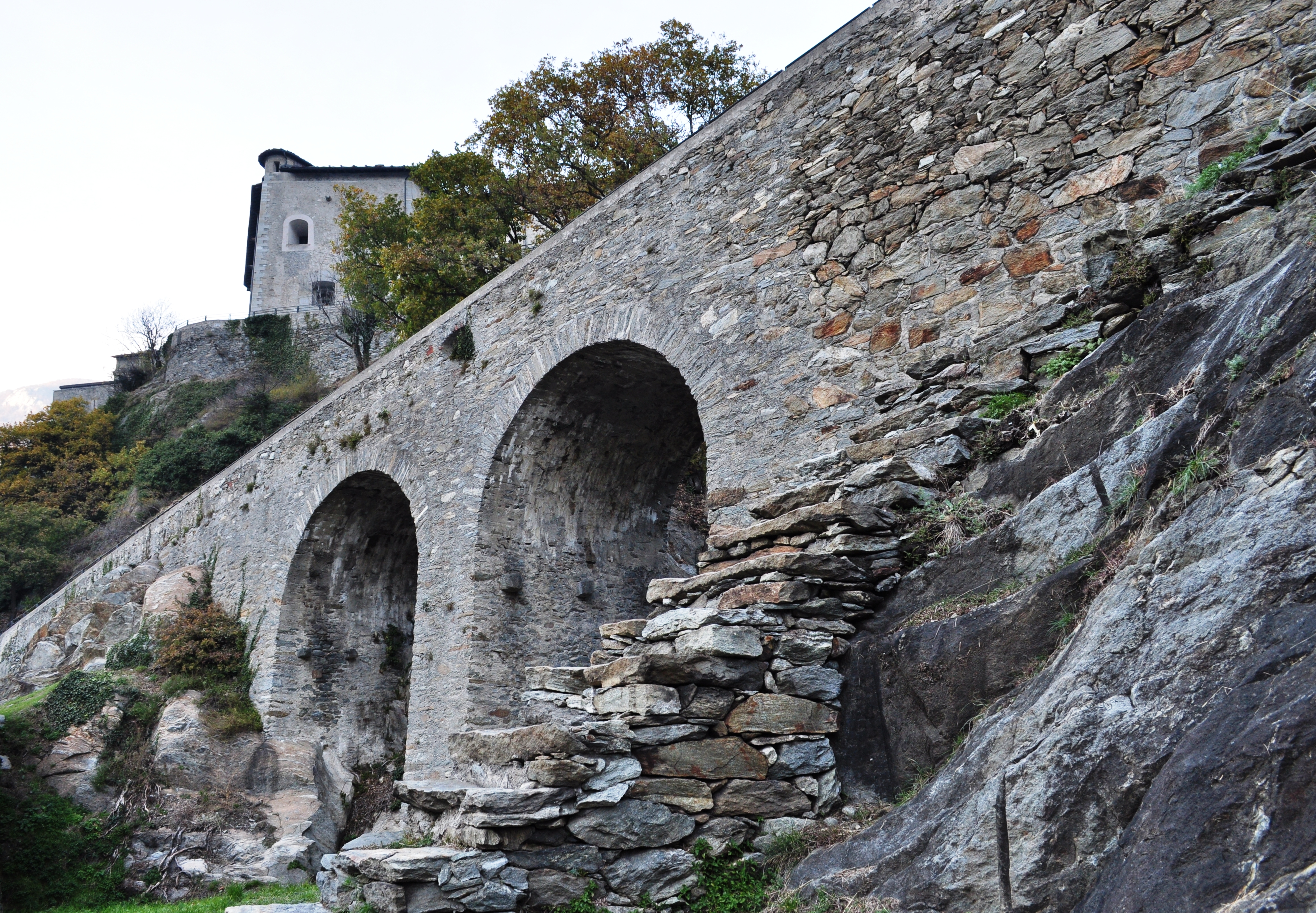
Ancien accès
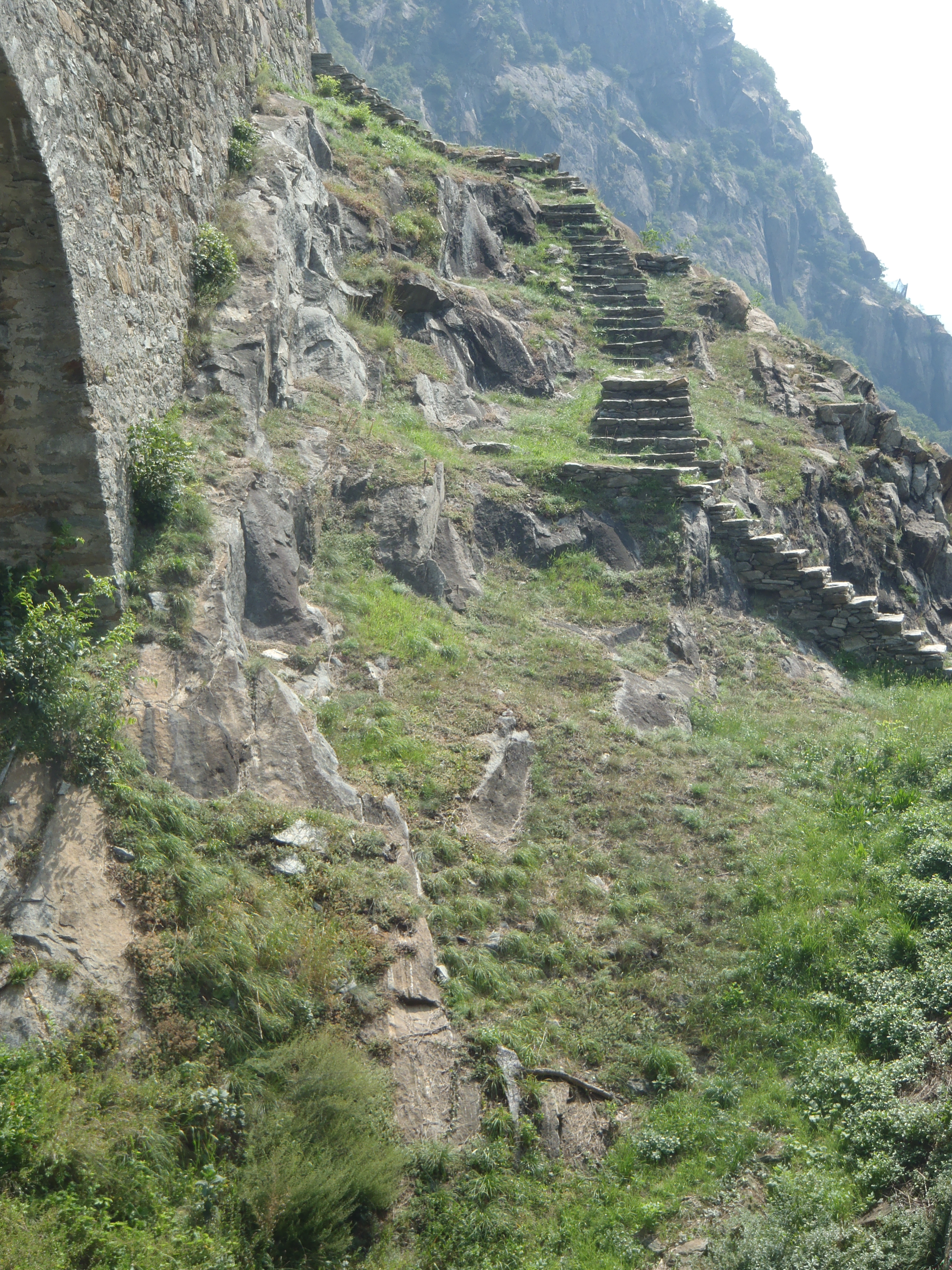
Ancien accès (côté sud)
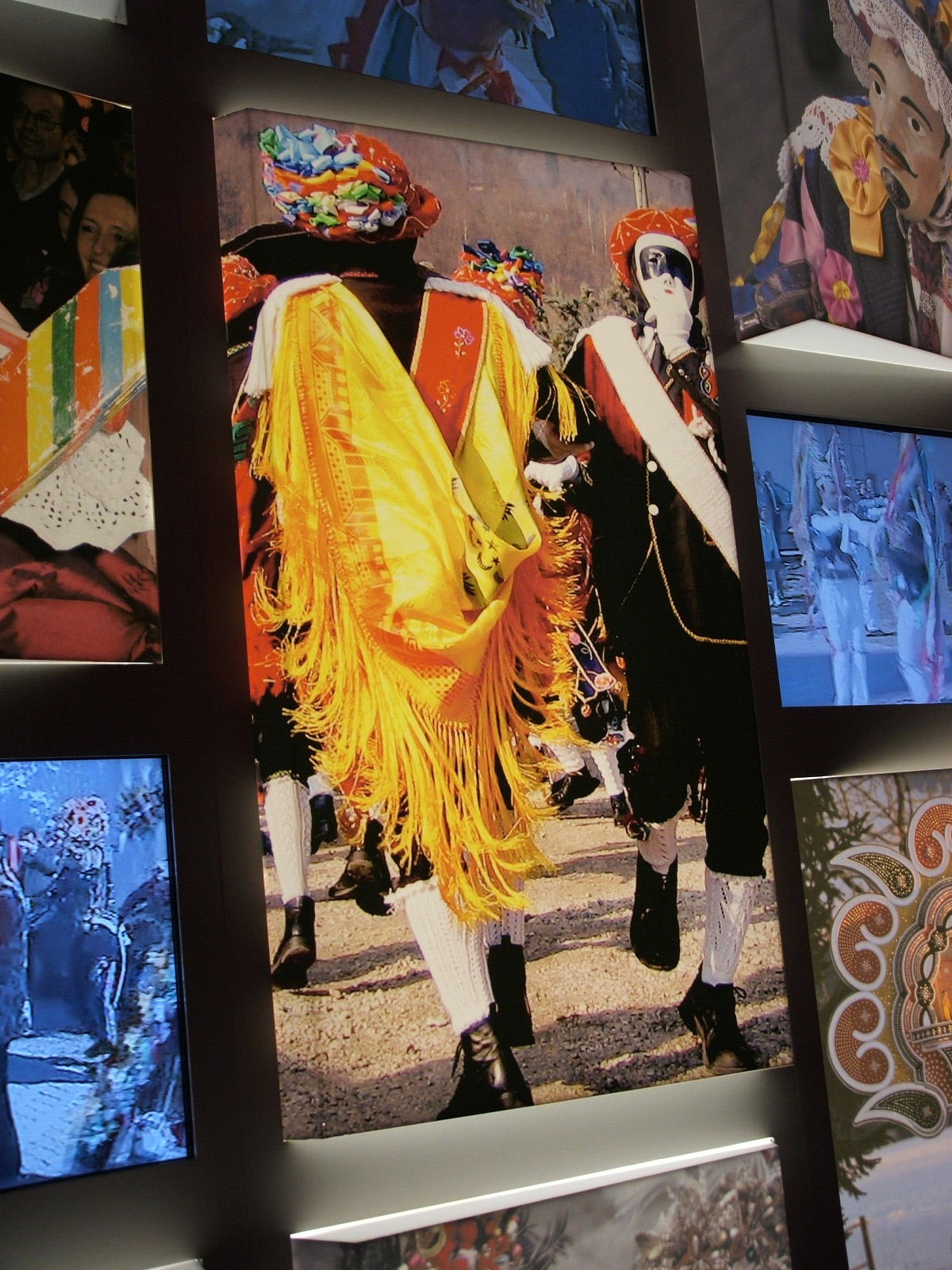
Des masques de carnaval alpin, dans le musée des Alpes

## Sources